# Jan Toye
Jan Valère Jozef Marie Toye (Oudenaarde, 10 maart 1948) is een Belgisch ondernemer.

## Biografie

### Studies
Jan Toye volgde klassieke humaniora aan het Sint-Jan Berchmanscollege in Brussel. Hij studeerde burgerlijk bouwkundig ingenieur aan de Katholieke Universiteit Leuven en brouwerijwetenschappen aan de Université catholique de Louvain. Hij voltooide tevens een postuniversitair programma in bedrijfsbeheer aan het Seminarie voor Productiviteitsstudie en -Onderzoek in Gent.

### Palm
Toye is een neef van Alfred Van Roy, jarenlang eigenaar van Brouwerij De Hoorn in Steenhuffel, vooral bekend van het bier Palm. In 1974 nam hij de dagelijkse leiding van het bedrijf over, dat een jaar later zijn naam in Brouwerij Palm wijzigde. Onder zijn leiding breidde Palm uit naar Nederland, ondernam het bedrijf verschillende grote investeringen, werd een joint venture met Brouwerij Boon aangegaan en werd het Kasteel Diepensteyn gerestaureerd. In 1998 nam Palm Brouwerij Rodenbach uit Roeselare over en in 2001 Brouwerij De Gouden Boom uit Brugge. In 2005 breidde hij de raad van bestuur van Palm met externe bestuurders uit. In 2016 nam de Nederlandse brouwerij Bavaria 60% van Brouwerij Palm over. Sinds januari 2021 controleert Bavaria de volledige groep Palm. Toye deed bijgevolg afstand van het voorzitterschap van Palm.

### Overige activiteiten
De familie Toye is tevens actief in private equity en fondsen. Hij is gedelegeerd bestuurder en voorzitter van de holding Diepensteyn. Onder leiding van Maurice Lippens was hij ook een van de sterkhouders achter de bank Fortis, maar de val van deze bank leverde hem een groot financieel verlies op. In 2017 stapte hij in de investeringsmaatschappij Smile Invest rond Urbain Vandeurzen.
In 2013 controleerde hij 85% van het fietsmerk Eddy Merckx en in 2014 nam hij het fietsmerk volledig over van onder meer Eddy Merckx. Ondanks forse investeringen bleef het bedrijf verlieslatend, waarna Toye het in 2017 volledig doorverkocht aan Race Productions, dat nadien zijn naam veranderde in Belgian Cycling Factory en vooral bekend is van het merk Ridley.
In 2005 richtte Toye de vzw GaVoorGeluk op, die onderzoek doet naar preventie van depressies en zelfdodingen. De vzw financierde ook een leerstoel rond hoogbegaafdheid en het welbevinden bij jongeren aan de Katholieke Universiteit Leuven. In 2007 werd de Stichting GaVoorGeluk opgericht en in 2014 werden de vzw en de stichting samengevoegd in het Fonds GaVoorGeluk.